# Бочечный узел
Бо́чечный у́зел — временный узел, который предназначен для подъёма-спуска открытой и частично наполненной бочки в вертикальном положении. Для захвата бочки полупетли этого узла разводят в стороны и охватывают ими среднюю часть ёмкости. Завязывают на середине троса. Также узлом можно быстро обвязать бидон (или бак) без ручки, на «скорую руку» починить ведро.

## Способ завязывания
Существуют 3 способа завязывания бочечного узла:
- Сделать простой узел; вставить бочку внутрь
- Разместить бочку на середине троса; завязать полуузел поверх бочки
- Разместить бочку на середине троса; завязать полуштык с одной и другой сторон бочки